# 王洪章 (银行家)
王洪章（1954年7月—），辽宁昌图人，中华人民共和国政治人物。中共第十七届中央纪律检查委员会委员。中共第十八届中央候补委员。

## 生平
早年担任辽宁省锦西县东风街道机电厂工人、车间主任。1973年10月-1975年10月，为辽宁省锦西县塔山公社插队知青。1975年10月，进入辽宁财经学院财政金融系金融专业学习。1978年9月毕业后，进入中国人民银行，历任信贷局、储蓄管理局、工商信贷部干部。
1984年3月调任中国工商银行工交信贷部工业一处副处长。1987年8月至1991年2月，任中国工商银行办公室秘书处副处长、处长。1991年2月，升任中国工商银行办公室副主任。1992年6月，任中国工商银行资金计划部副主任。1994年10月，任中国工商银行营业部总经理（副局级）。1996年4月，任中国人民银行稽核监督局副局长。1998年7月，升任中国人民银行内审司司长、中国人民银行纪委委员。2000年6月，外调中国人民银行成都分行行长、党委书记兼国家外汇管理局四川省分局局长。2003年11月，升任中国人民银行纪委书记、党委委员。2011年11月28日，被任命为中国建设银行董事长、党委书记。2012年11月当选为中共十八届中央候补委员。2017年7月31日中國建設銀行總行召開幹部大會，中組部宣布新的人事任命，中國銀行黨委書記、董事長田國立接棒王洪章，成為建行的新掌舵者。已年滿63歲的現任建行董事長、黨委書記王洪章，不再擔任這一職位。